# Ōi, Fukui
Ōi (おおい町 Ōi-chō) là thị trấn thuộc huyện Ōi, tỉnh Fukui, Nhật Bản. Tính đến ngày 1 tháng 10 năm 2020, dân số ước tính thị trấn là 7.910 người và mật độ dân số là 37 người/km2. Tổng diện tích thị trấn là 212,19 km2.

## Địa lý

### Đô thị lân cận
- Fukui
  - Obama
  - Takahama
- Shiga
  - Takashima
- Kyōto
  - Ayabe
  - Nantan

## Giao thông

### Đường sắt
- JR West - Tuyến Obama
  - Wakasa-Hongō

### Cao tốc/Xa lộ
- Cao tốc Maizuru-Wakasa
- Quốc lộ 27
- Quốc lộ 162